# Martin Edwards (scrittore)
Martin  Kenneth Edwards (Knutsford, 7 luglio 1955) è uno scrittore britannico.

## Biografia
Nato nel 1955 a Knutsford, ha frequentato il Balliol College di Oxford laureandosi nel 1977 e nel 1980 si è trasferito a Liverpool dove ha svolto la professione di solicitor.
Specializzatosi in diritto del lavoro presso la Mace & Jones Grundy Kershaw, dopo aver pubblicato 5 opere sull'argomento, nel 1991 ha esordito nella narrativa gialla con Coraggio, Devlin!, primo capitolo di una serie di 8 romanzi aventi per protagonista l'avvocato di Liverpool Harry Devlin.
Autore di numerosi romanzi polizieschi, è anche un apprezzato critico del genere al quale ha dedicato una serie di approfondimenti tra cui The Golden Age of Murder e The Story of Classic Crime in 100 Books, premiati entrambi con il Macavity Award per il miglior saggio.
A coronamento della sua carriera, è stato insignito del Cartier Diamond Dagger nel 2020.

## Opere principali

### Serie Harry Devlin
- Coraggio, Devlin! (All the Lonely People, 1991), Milano, Il Giallo Mondadori N. 2772, 2002 traduzione di Marilena Caselli
- Le rose sulla faccia (Suspicious Minds, 1992), Milano, Il Giallo Mondadori N. 2580, 1998 traduzione di Marilena Caselli
- Mi ricordo di te (I Remember You, 1993), Milano, Il Giallo Mondadori N. 2607, 1999 traduzione di Marilena Caselli
- L'archivio (Yesterday’s Papers, 1994), Milano, Il Giallo Mondadori N. 2478, 1996 traduzione di Marilena Caselli
- Le regole del tradimento (Eve of Destruction, 1996), Milano, Il Giallo Mondadori N. 2511, 1997 traduzione di Marilena Caselli
- Il sorriso del diavolo (The Devil in Disguise, 1998), Milano, Il Giallo Mondadori N. 2667, 2000 traduzione di Marilena Caselli
- Primo taglio (First Cut is the Deepest, 1999), Milano, Il Giallo Mondadori N. 2710, 2001 traduzione di Marilena Caselli
- Waterloo Sunset (2008)

### Serie Lake District
- Il sentiero delle tombe (The Coffin Trail, 2004), Milano, Il Giallo Mondadori N. 3147, 2016 traduzione di Mauro Boncompagni
- The Cipher Garden (2006)
- The Arsenic Labyrinth (2007)
- The Serpent Pool (2010)
- The Hanging Wood (2011)
- The Frozen Shroud (2013)
- The Dungeon House (2015)

### Serie Rachel Savernake
- Gallows Court (2018), prima edizione italiana: La figlia del giudice, Polillo Editore, 2022, traduzione di Francesco Vitellini
- Mortmain Hall (2020)

### Altri romanzi
- Take My Breath Away (2002)
- Dancing for the Hangman (2008)

### Raccolte di racconti
- Where Do You Find Your Ideas? and Other Stories (2001)
- The New Mysteries of Sherlock Holmes (2014)
- Acknowledgments and Other Stories (2014)

### Saggi
- Understanding Computer Contracts (1983)
- Understanding Dismissal Law (1984)
- Managing Redundancies (1986)
- Executive Survival (1988)
- Careers in the Law (1988)
- Know-How for Employment Lawyers (1995)
- Tolley's Equal Opportunities Handbook (2000)
- Urge to Kill (2002)
- The Golden Age of Murder (2015)
- Taking Detective Fiction Seriously (2017)
- The Story of Classic Crime in 100 Books (2017)

## Premi e riconoscimenti
- Premio Agatha per il miglior saggio: 2015 vncitore con The Golden Age of Murder
- Premio Macavity: 2016 e 2018 vincitore nella categoria "Miglior saggio" con The Golden Age of Murder e con The Story of Classic Crime in 100 Books
- Premio Malice Domestic Poirot: 2017 alla carriera
- Cartier Diamond Dagger: 2020 alla  carriera